# Aardman Animations
Aardman Animations, Ltd, també conegut com Els estudis Aardman, és un cèlebre estudi d'animació amb base a Bristol, Regne Unit. Són reconeguts per l'ús avançat de les tècniques claymation (animació de plastilina) i stop-motion en els seus treballs. Algunes de les seves produccions han guanyat premis Òscar.

## Història
Peter Lord i David Sproxton van fundar Aardman Animations el 1972, per acomplir el seu somni de crear pel·lícules d'animació. El seu primer projecte important va ser les seqüències animades d'un programa per a nens de la televisió britànica. Els mateixos anys també van crear els primers curtmetratges per a adults.
Més endavant el duet va realitzar curtmetratges per al canal públic britànic, alhora que incorporava animadors, entre ells Nick Park. Un curt de Park va ser el primer de l'estudi en guanyar un Oscar. També va ser Park qui va crear els personatges Wallace i Gromit, els més famosos d'Aardman Animation. L'any 2000 l'estudi va realitzar el seu primer llargmetratge, Chicken Run, que va ser un èxit de taquilla i va portar més premis a la companyia. Després van produir dues grans sèries per a nens: el 2007 la sèrie El xai Shaun (Shaun the Sheep en anglès) i el 2009 Timmy i els seus amics (Timmy Time en anglès).
Recentment l'estudi ha incorporat la tecnologia CGI (imatges generades per ordinador) a les seves pel·lícules.
El nom de la companyia prové d'un dels seus primers personatges, un superheroi creat per Vision One el 1972. No era animat amb plastilina, principal tècnica dels estudis, sinó amb acetats. Desafortunadament, l'original es va perdre en un incendi.

## Llargmetratges
| #  | Títol                                             | Any  | En col·laboració amb             |
| -- | ------------------------------------------------- | ---- | -------------------------------- |
| 1  | Chicken Run: Evasió a la granja                   | 2000 | DreamWorks Animation             |
| 2  | Wallace i Gromit: La maledicció de les verdures   | 2005 | DreamWorks Animation             |
| 3  | Ciutat Ratolí                                     | 2006 | DreamWorks Animation             |
| 4  | Arthur Christmas: operació regal                  | 2011 | Sony Pictures Animation          |
| 5  | Pirates!                                          | 2012 | Sony Pictures Animation          |
| 6  | El xai Shaun: la pel·lícula                       | 2015 | StudioCanal                      |
| 7  | Carvernícola                                      | 2018 | StudioCanal                      |
| 8  | Granjaguedón                                      | 2019 | Amazon Prime Video / Studiocanal |
| 9  | Chicken Run: L'albada dels nuggets                | 2023 | Amazon Prime Video / Studiocanal |
| 10 | Wallace y Gromit: La venganza se sirve con plumas | 2024 | Amazon Prime Video / Studiocanal |